# Руска ослободилачка армија
Руска ослободилачка армија (РОА; рус. Русская освободительная армия, РОА; такође позната под именом Власовљева армија, рус. Власовская армия) је била махом од Руса састављена војна формација која је ратовала на страни Нацистичке Немачке током Другог светског рата.
РОА је организовао бивши генерал Црвене армије Андреј Власов, који је покушавао да уједини Русе који су се противили комунистичком режиму. Међу добровољцима су били совјетски ратни заробљеници и белогардејски емигранти (од којих су неки били антикомунистички ветерани Руског грађанског рата). 14. новембра, 1944. РОА је званично преименована у Оружане снаге Комитета за ослобођење народа Русије (Вооружённые силы Комитета освобождения народов России – ВС КОНР). Марта и априла 1945. његове јединице су дејствовале против Југословенске армије у Словенији на подручју Сухе крајине.